# Джорджо Анели
Джорджо Анели (на италиански: Giorgio Agnelli) е италиански предприемач.

## Биография
Той е предпоследното дете на Едоардо Анели, предприемач и спортен мениджър, и на аристократката Вирджиния Бурбон дел Монте. Има двама братя – Джани и Умберто, и четири сестри – Клара, Сузана, Мария Соле и Кристиана.
Учи в Харвардския университет в САЩ. Там се сприятелява с Карло Карачоло.  
През 1946 г. в семейното имение във Форте дей Марми Джоржо се запознава с 16-годишната Марта Вио, дъщеря на банкер и поетеса, която е негова спътница в живота дълго време.  
В началото на 50-те години Джорджо и Карло Карачоло създават периодичното издание „Ано“ – списание в стила на «Time-Life», което обобщава основните събития от годината. Сред сътрудниците са Джовани Спадолини, Алдо Гароши, Енцо Форчела, Панфило Джентиле, Емилио Чеки, Джулио Карло Арган, Масимо Мила, Алберто Моравия, Ирен Брин и Паоло Монели. Освен Карачоло в борда на директорите влизат Рикардо Мусати и Еторе Зотзас, които се грижат и за графичния дизайн. Зотзас има контакт с Джорджо, който надхвърля чисто професионалния. Бъдещият известен архитект живее в Торино, където е завършил Политехниката. Той е натоварен със задачата да отиде в къщата на Джорджо и да поговори с него. Първоначално Джорджо, който започва да страда от психично заболяване, прави впечатление на типичен екстравагантен милиардер. В ресторанта той започва с кафе и завърши със спагети; после изтичва до колата си и пита Зотзас дали е карал някога 200 мили в час, след което започва да експериментира на двулентовата магистрала Торино-Милано.  
Всъщност въпреки че е акционер на Фиат, Джорджо не може да участва в индустриалните и финансови дейности на другите членове на семейството поради психическото си състояние. Девет месеца преди смъртта си на 35-годишна възраст той влиза в тежък сблъсък с брат си Джани, който е в компанията на актрисата Анита Екберг. Джорджо го обвинява, че го тормози и казва, че не може повече да търпи поведението му. В момент на гняв заплашва Джани с продажбата на своя пакет акции, като по този начин Фиат би била изложена на поглъщане от страна на финансисти и конкуренти. Джорджо вади пистолет и стреля по него, но брат му остава невредим. На следващата сутрин идва линейка, която насила натоварва Джорджо и го води в психиатрична клиника в Торино, а оттам в друга клиника в швейцарския кантон Во. Девет месеца по-късно, на 2 април 1965 г.,  Джорджо, надебелял от лекарствата, умира, падайки от последния етаж на клиниката. Според Вио той е страдал от шизофрения от известно време. 